# Crambe crambe
La spugna dello spondilo (Crambe crambe (Schmidt, 1862)) è una spugna della famiglia delle Crambeide, endemica del mar Mediterraneo.
Deve il suo nome comune al fatto che spesso utilizza come substrato la conchiglia del mollusco bivalve Spondylus gaederopus.

## Descrizione

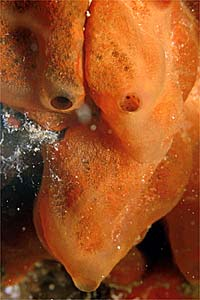

Forma colonie incrostanti o mammellonate, con osculi rilevati e canali ben in vista, di colore dall'arancione al rosso e di consistenza molle, che possono raggiungere 10-20 cm2 di superficie.
Nella forma incrostante può essere confusa con Spirastrella cunctatrix.
L'endoscheletro è formato da spicole con morfologia tipo stilo (un'estremità appuntita e una tronca) o tipo strongilo (ambedue le estremità tronche).

## Distribuzione e habitat
Comune nel mar Mediterraneo, predilige i fondali rocciosi poco illuminati, fino a circa 35 metri di profondità. Talora si fissa sui rizomi di Posidonia oceanica e sulle conchiglie di molluschi bivalvi come Arca noae e Spondilus gaederopus.

## Riproduzione
Specie vivipara, si riproduce fra l'estate e l'autunno emettendo larve che hanno una breve fase pelagica per poi fissarsi al substrato.